# أوماش
أوماش هي بلدية جزائرية تقع في جنوب ولاية بسكرة.[بحاجة لمصدر] تبعد عن مقر الولاية بحوالي 22كم. يحدها شمالا مدينة بسكرة ومن الشرق وعلى بعد 18 كم دائرة سيدي عقبة ومن الغرب على بعد 13 كم بلدية مليلي ومن الجنوب واد سوف على بعد 195 كم. 07316
يمر عبر البلدية طريق الصحراء الكبرى. والبلدية هي مكان ولادة العقيد محمد شعباني أحد مجاهدي الثورة الجزائرية .

## أعلام
- محمد شعباني